# Dułak III
Dułak III (Dullack, Dulak-Węsierski, Dułak-Węsierski, Księżyc odmienny albo Leliwa odmienny) – kaszubski herb szlachecki, według Przemysława Pragerta odmiana herbu Księżyc albo Leliwa.

## Opis herbu
Opis z wykorzystaniem zasad blazonowania, zaproponowanych przez Alfreda Znamierowskiego:
W polu błękitnym półksiężyc z twarzą srebrny w prawo, naprzeciw którego gwiazda złota. Klejnot: nad hełmem w koronie trzy pióra strusie, srebrne między błękitnymi. Labry błękitne, podbite srebrem.

## Najwcześniejsze wzmianki
Herb wymieniany tylko przez Nowego Siebmachera (jako Dullack I). 

## Rodzina Dułak
Herb Dułak III był wariantem herbu Dułak II, używanym w 1772 przez Dułaków z Tuchlina i Pałubic. Prawdopodobnie do herbu tego należał też podpułkownik von Dullack, służący w 1806 w armii pruskiej, zmarły 9 sierpnia 1846.

## Herbowni
Dułak (Dillak, Diłak, Dulak, Dulek, Dullack, Dullak, Dylak, błędnie Dulkath) być może z nazwiskiem odmiejscowym: Węsierski (Wensierski).